# 德西 (埃塞俄比亞)
德西（Dessie、Dese或Dessye）是埃塞俄比亞中北部阿姆哈拉州南沃洛地區的小鎮，座標11°8′N 39°38′E / 11.133°N 39.633°E，海拔2,470米至2,550米。鎮內有電力供應、電話和郵政服務。根據埃塞俄比亞中央統計局2005年的資料，德西人口約169,104，其中男性86,167人，女性82,937人。
2021年10月30日，埃塞俄比亞軍撤出德西。同年12月6日，埃塞俄比亞政府宣佈軍隊已收復德西。